# Kerpuavaara
Kerpuavaara är en kulle i Finland.   Den ligger i den ekonomiska regionen  Fjäll-Lappland  och landskapet Lappland, i den norra delen av landet, 800 km norr om huvudstaden Helsingfors. Toppen på Kerpuavaara är 188 meter över havet.
Terrängen runt Kerpuavaara är platt. Runt Kerpuavaara är det mycket glesbefolkat, med 2 invånare per kvadratkilometer.